# 프리덤 에어 (괌)
프리덤 에어(영어: Freedom Air)은 괌의 항공사로 1974년에 설립되어 바리가다에 본사를 두고 있으며 앤토니오 B. 원 팻 국제공항을 거점으로 운항하고 있다.

## 운항 노선
- 괌
  - 괌 - 안토니오 B. 원 팻 국제공항 메인 허브

- 북마리아나 제도
  - 로타 - 로타 국제공항
  - 사이판 - 사이판 국제공항 허브 공항
  - 티니안 - 티니안 국제공항